# Юлямаа
Ю́лямаа, также Иляма (фин. Ylämaa — «верхняя земля») — бывшая коммуна в юго-восточной части Финляндии, располагавшаяся в провинции Южная Карелия губернии Южная Финляндия. В коммуне проживало — 1515 жителей (на 2007 год). Площадь муниципалитета составляла 408,94 км², из которых 29,19 км² занимали водоёмы.
Коммуна была объединена с городом Лаппеэнранта 1 января 2010 года.